# Taurotragus oryx
El antílope eland común o eland común (Taurotragus oryx) es una especie de mamífero artiodáctilo de la familia Bovidae. Es herbívoro y es endémico en el África subsahariana.
Es una de las dos especies de antílopes africanos que, junto al eland gigante, componen el género Taurotragus. De gran tamaño y con gran parecido a los bovinos. Posee una gran papada en el cuello, que contribuye a disipar el calor. Como el camello, para evitar la deshidratación y la pérdida de líquidos cuando las temperaturas son muy altas, puede aumentar la temperatura corporal para impedir la sudoración.

## Descripción
Rondan 140 cm al hombro o grupa, y la hembra pesa de 275 kg a 500 kg, mientras el macho lleva a 700 a 800 kg. La hembra es algo más de la mitad de peso del macho adulto, dependiendo del área. Posee cuernos retorcidos, en espiral, terminados en una afilada punta. Los machos alcanzan la tonelada. Su docilidad permite su cría que aporta leche, carne y piel.

## Galería de imágenes

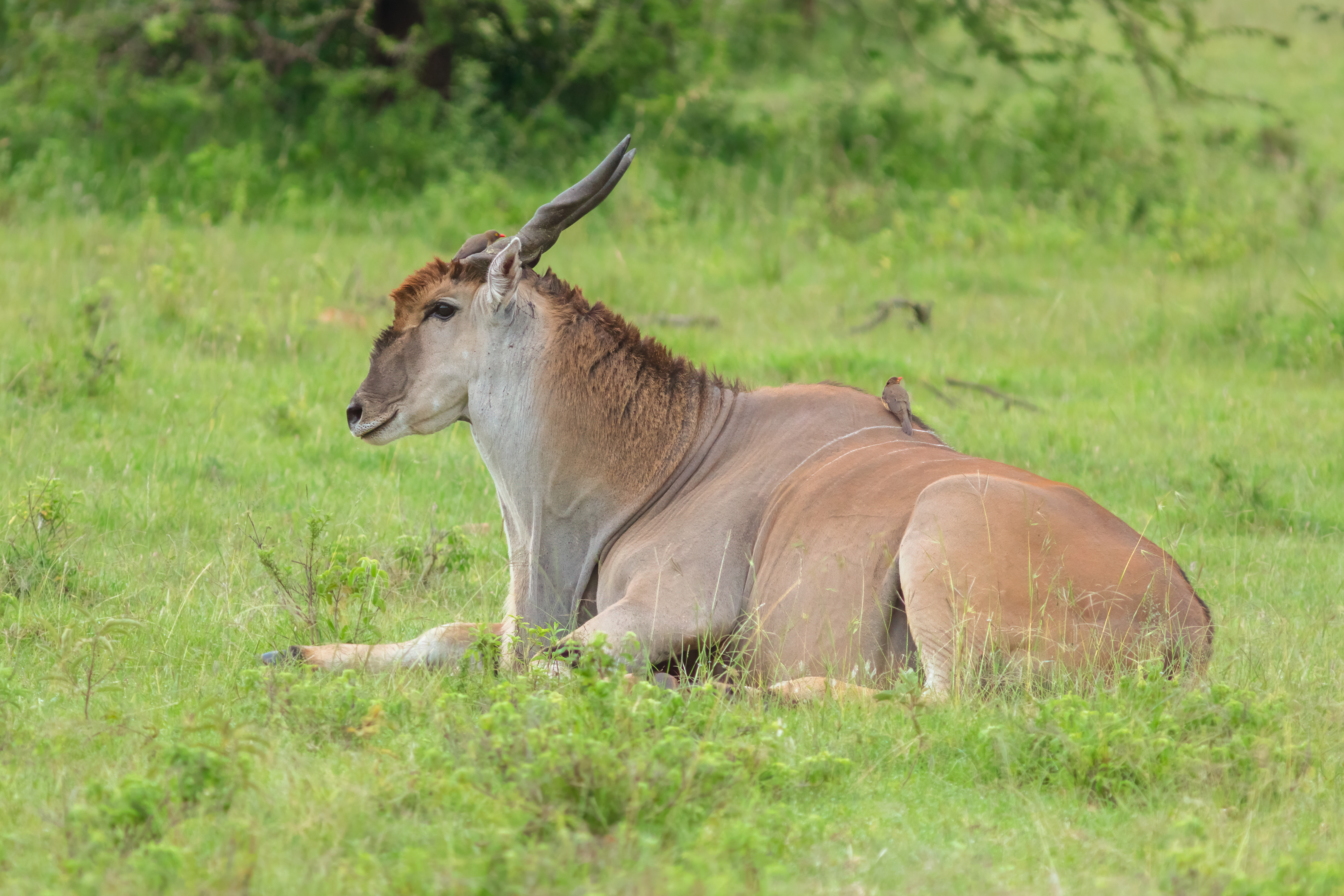
Ejemplar en Masái Mara, Kenia.
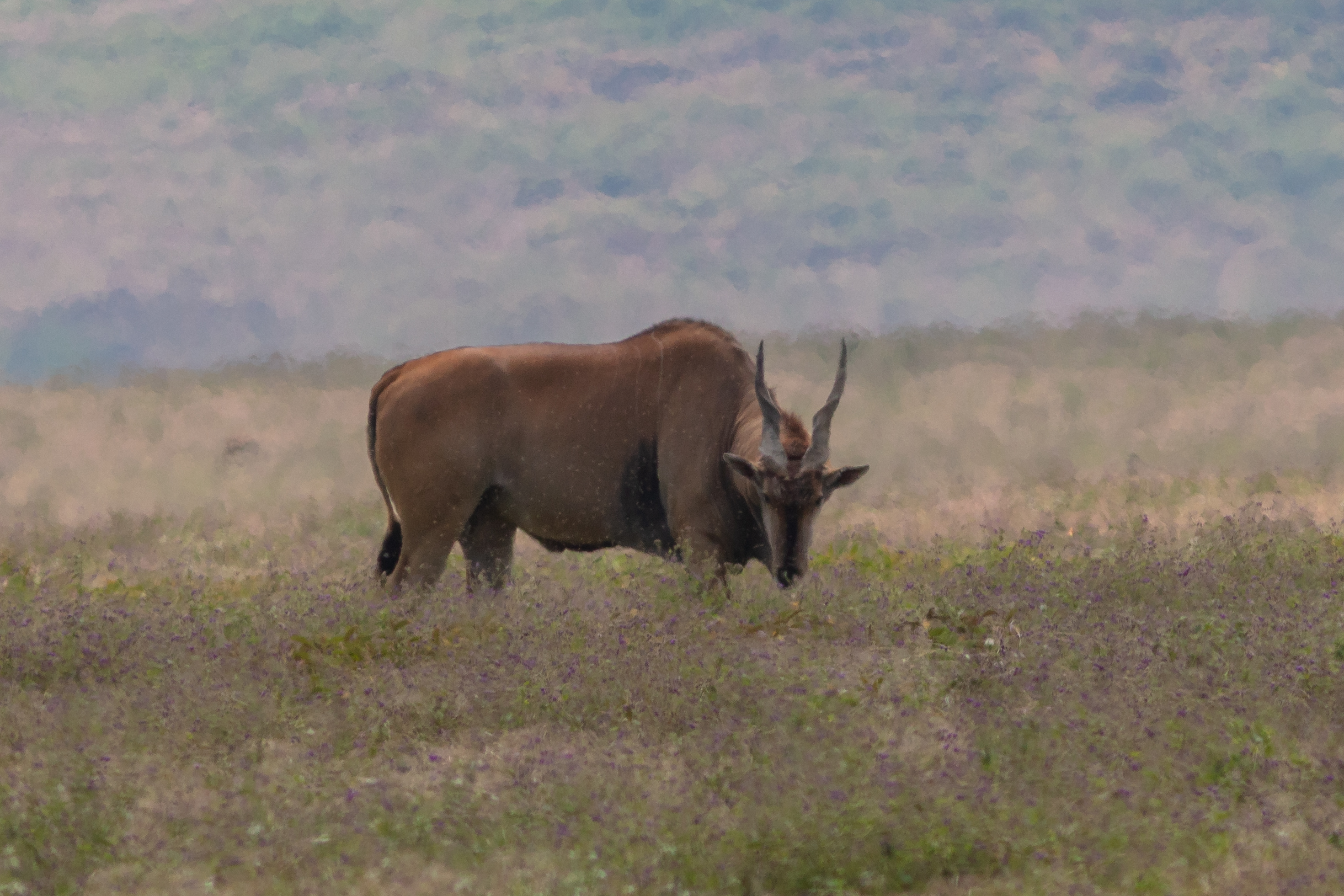
Eland común en Ngorongoro, Tanzania.
- Vídeo de un ejemplar cautivo.

- Datos: Q216815
- Multimedia: Taurotragus oryx / Q216815
- Especies: Taurotragus oryx